# Michał Nodzeński
Michał Włodzimierz Nodzeński, ps. Jastrzębiec, Nowina (ur. 29 września 1896 w Brzesku, zm. między 16 a 19 kwietnia 1940 w Katyniu) – kapitan administracji (piechoty) Wojska Polskiego, ofiara zbrodni katyńskiej.

## Życiorys
Był synem Stefana i Bronisławy z Wańków. Żołnierz 1 Kompanii Kadrowej. Po wkroczeniu legionistów do Kielc został skierowany do szkoły piechoty. Powrócił do szeregów i został ranny w bitwie pod Gołkowem 15 listopada 1914. Służył w 1 kompanii I batalionu 5 pułku piechoty. Po rekonwalescencji wcielony do 13 batalionu strzelców armii austro-węgierskiej. W czerwcu 1915 został ponownie, tym razem ciężko ranny. Uznany do niezdolnego do służby frontowej, został skierowany do pracy w administracji. W 1918 wstąpił do Wojska Polskiego. Przydzielony do 13 pułku piechoty, a następnie przeniesiony do 20 pułku piechoty, walczył w wojnie polsko-bolszewickiej. 23 października 1920 został awansowany do stopnia podporucznika z dniem 1 grudnia 1919. W 1923, 1924 w stopniu porucznika ze starszeństwem z dniem 1 czerwca 1919 i 214 lokatą służył 1924 w 9 pułku piechoty Legionów. Awansował do stopnia kapitana ze starszeństwem z dniem 1 lipca 1925 i 126 lokatą, awans został ogłoszony 3 maja 1926. Należał do Koła 5 pułku piechoty Legionów. W 1929 został przeniesiony z 9 pułku do PKU Zamość na stanowisko referenta. We wrześniu następnego roku został przesunięty na stanowisko kierownika II referatu. Od 1938 zastępca komendanta. W marcu 1939 był kierownikiem I referatu ewidencji KRU Zamość.
Podczas kampanii wrześniowej wzięty do niewoli przez Sowietów. Według stanu z kwietnia 1940 był jeńcem obozu kozielskiego. Między 15 a 17 kwietnia 1940 przekazany do dyspozycji naczelnika smoleńskiego obwodu NKWD – lista wywózkowa 032/1 poz 43, nr akt 4.69 z 14.04.1940. Został zamordowany między 16 a 19 kwietnia 1940 przez NKWD w lesie katyńskim. Zidentyfikowany podczas ekshumacji prowadzonej przez Niemców w 1943, wpis do dziennika czynności z dnia 24.05.1943 pod numerem 2985. Figuruje liście AMM-245-2985 (zapisany jako Nadzenski Michal) i liście Komisji Technicznej PCK: GARF 109-02985. Przy szczątkach Nodzeńskiego znaleziono: książeczkę wojskową, rozkaz o ewakuacji, 3 karty pocztowe, list oraz ryngraf z napisem – „od Mjr Br Balcewiczów – Wilno 1939. Znajduje się na liście ofiar opublikowanej w Gońcu Krakowskim nr 160 i Nowym Kurierze Warszawskim nr 158 z 1943.
Był żonaty z Anielą Marią z Tomaszkiewiczów.

## Ordery i odznaczenia
- Krzyż Niepodległości (15 kwietnia 1932)[18][19]
- Złoty Krzyż Zasługi (1938) „za zasługi na polu pracy społecznej”[20]
- Srebrny Krzyż Zasługi (19 marca 1937)[21][22]
- Krzyż Kampanii Wrześniowej – pośmiertnie 1 stycznia 1986[23]
- Odznaka pamiątkowa Pierwszej Kompanii Kadrowej[24]